# 仁美凌
仁美 凌（ひとみ りょう、1980年11月3日 - ）は、日本の元女優。本名は藤原 芽英子（ふじわら めえこ）。旧姓・大林。東京都港区出身。父は俳優の上原謙、母は大林雅美（上原の後妻）。異母兄姉に加山雄三、池端亮子がいる。

## 略歴
1984年4月、東洋英和幼稚園入園。そのまま中学校まで進学するも、中学3年生の時に江東区立深川第三中学校へ転入。1996年4月、東京都立第三商業高等学校に入学、1999年3月卒業。
2010年3月31日、若山富三郎の長男若山騎一郎と交際していることが報道された。2012年5月17日に騎一郎と結婚したが、同年10月15日に離婚していたことが発覚し、スピード離婚として話題になった。その1年後の2013年10月15日に復縁している。
2012年11月23日、自身のブログで芸能界引退を発表したが、2013年4月8日放送のTBS『嵐を呼ぶあぶない熟女』での騎一郎との共演を機に復帰した。
2013年11月29日、覚醒剤取締法違反（使用）の疑いで千葉県警松戸警察署に逮捕された。なお、夫・騎一郎も前日に同容疑で逮捕されている。12月19日、夫と共に起訴され、2014年2月13日、千葉地裁松戸支部にて懲役1年6か月、執行猶予3年（求刑懲役1年6か月）の判決が言い渡された。3月25日、騎一郎と再び離婚した。

## 人物
- 甥に池端信宏、俳優の加山徹、姪に元タレントの梓真悠子、女優の池端えみがいる。仁美は彼ら甥姪より年下である。

## 出演

### テレビ番組
- 「嵐を呼ぶあぶない熟女」（TBS、2013年4月8日）
- 「有吉反省会」（日本テレビ、2013年4月14日）
- 「私の何がイケないの?」（TBS、2013年4月15日）
- 「解決!ナイナイアンサー」（日本テレビ、2013年5月7日）

### オリジナルビデオ
- 魔手 〜奴隷に堕ちた哀しみのアイドルの物語〜（2007年12月7日、アタックゾーン）
- くの一忍法帳〜阿片地獄編〜（2008年6月6日、アタックゾーン）
- ザ・ガール&ガールズ 麗しき影の仕事請負人（2011年4月7日、アタックゾーン）
- 雪鬼女伝説（2012年8月7日、アタックゾーン）